# Foug
Foug är en kommun i departementet Meurthe-et-Moselle i regionen Grand Est (tidigare regionen Lorraine) i nordöstra Frankrike. Kommunen ligger i kantonen Toul-Nord som tillhör arrondissementet Toul. År 2022 hade Foug 2 622 invånare.

## Befolkningsutveckling
Antalet invånare i kommunen Foug
| Referens: INSEE |